# Kulva
Kulva är en ort i Litauen. Den ligger i den centrala delen av landet, 80 km nordväst om huvudstaden Vilnius. Kulva ligger 69 meter över havet och antalet invånare är 319.
Terrängen runt Kulva är platt. Runt Kulva är det ganska tätbefolkat, med 58 invånare per kvadratkilometer. Närmaste större samhälle är Jonava, 5,6 km öster om Kulva. Omgivningarna runt Kulva är en mosaik av jordbruksmark och naturlig växtlighet.